# Roseta (Paraguaçu Paulista)
Roseta é um distrito do município brasileiro de Paraguaçu Paulista, no interior do estado de São Paulo, mas que no Censo 2010 (IBGE) ainda não estava cadastrado na Divisão Territorial Brasileira do IBGE.

## História

### Formação administrativa
- Distrito policial de São Sebastião da Roseta criado em 24/12/1917, no município de Conceição de Monte Alegre[5].
- Pela Lei nº 2.000 de 19/12/1924 foi transferido para o município de Maracaí[6][7].
- Pelo Decreto n° 9.775 de 30/11/1938 foi transferido para o município de Paraguaçu Paulista[8].
- Lei Ordinária nº 2279 de 04/08/2003 - Cria o distrito da Roseta no município de Paraguaçu Paulista, com território desmembrado do distrito de Conceição de Monte Alegre e do distrito sede de Paraguaçu Paulista[9][10].

## Geografia

### Demografia

#### População urbana
| Crescimento população urbana | Crescimento população urbana | Crescimento população urbana | Crescimento população urbana |
| Censo                        | Pop.                         |                              | %±                           |
| ---------------------------- | ---------------------------- | ---------------------------- | ---------------------------- |
| 1980                         | 301                          |                              | —                            |
| 1991                         | 766                          |                              | 154,5%                       |
| 2000                         | 837                          |                              | 9,3%                         |
| 2010                         | 732                          |                              | −12,5%                       |
| Fonte: IBGE e Fundação SEADE |                              |                              |                              |

Até o Censo 2010 (IBGE) Roseta era classificado pelo IBGE como área urbana isolada do distrito de Conceição de Monte Alegre.

### Área territorial
A área territorial do distrito é de 344,761 km².

### Rodovias
O distrito possui acesso a Rodovia Vereador Miguel Deliberador (SP-421) e a Rodovia Manilio Gobbi (SP-284) através de estradas vicinais.

## Serviços públicos

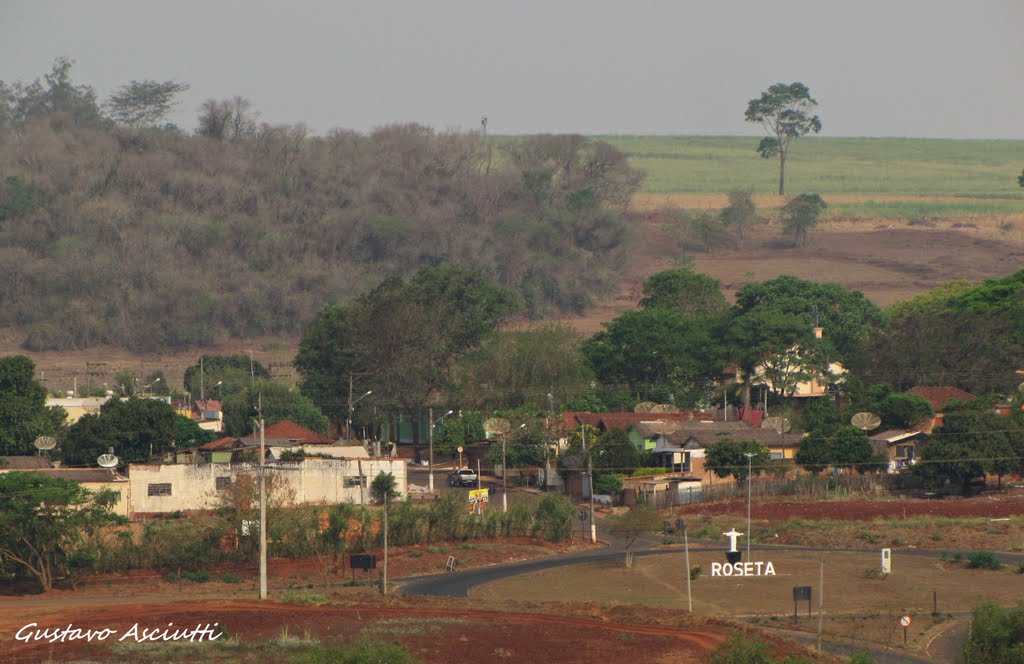
Vista de Roseta.

### Registro civil
Feito na sede do município, pois o distrito não possui Cartório de Registro Civil das Pessoas Naturais.

### Saneamento
O serviço de abastecimento de água é feito pela Companhia de Saneamento Básico do Estado de São Paulo (SABESP).

### Energia
A responsável pelo abastecimento de energia elétrica é a Energisa Sul-Sudeste, antiga Vale Paranapanema (distribuidora do grupo Rede Energia).

### Telecomunicações
O distrito era atendido pela Telecomunicações de São Paulo (TELESP) através da central telefônica de Paraguaçu Paulista. Em 1998 esta empresa foi vendida para a Telefônica, que em 2012 adotou a marca Vivo para suas operações.

## Religião

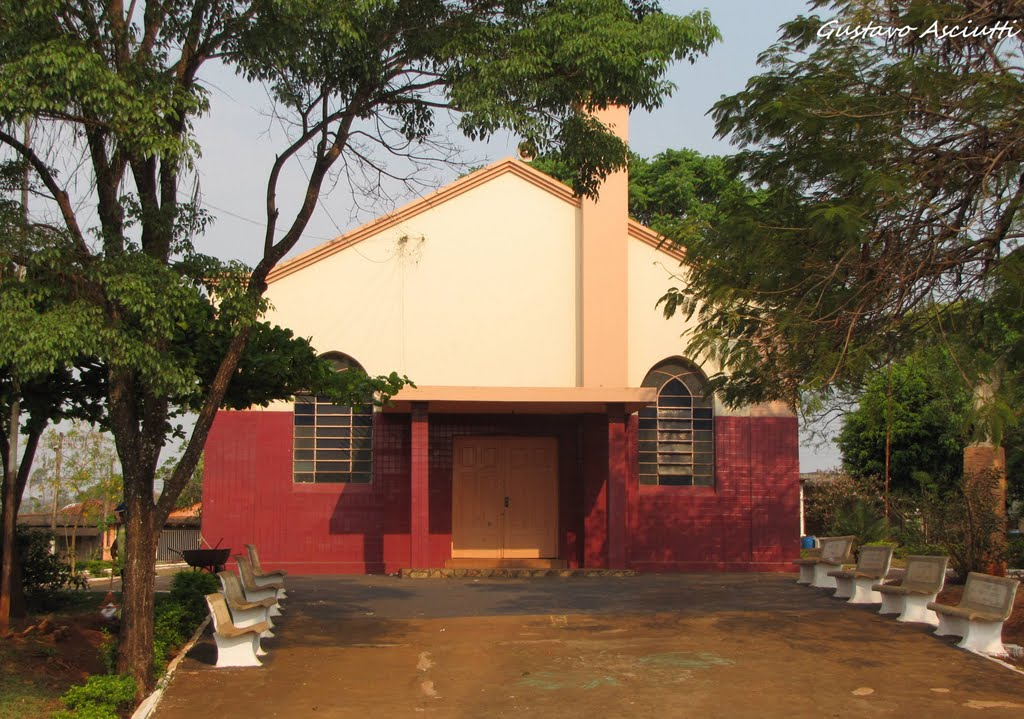
Igreja.

O Cristianismo se faz presente no distrito da seguinte forma:

### Igreja Católica
- A igreja faz parte da Diocese de Assis[22].

### Igrejas Evangélicas
- Assembleia de Deus - O distrito possui uma congregação da Assembleia de Deus Ministério do Belém, vinculada ao Campo de Paraguaçu Paulista. Por essa igreja, através de um início simples, mas sob a benção de Deus, a mensagem pentecostal chegou ao Brasil. Esta mensagem originada nos céus alcançou milhares de pessoas em todo o país, fazendo da Assembleia de Deus a maior igreja evangélica do Brasil[23][24].
- Congregação Cristã no Brasil[25].